# 아리스토텔레스 물리학

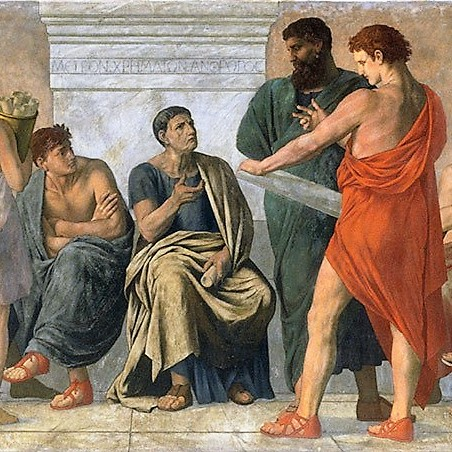
아리스토텔레스학파의 모습

아리스토텔레스 물리학은 그리스 철학자 아리스토텔레스 (기원전 384~322년)의 저서에 기술된 자연과학의 한 형태이다. 아리스토텔레스는 그의 저서 자연학에서 생물과 무생물, 천체와 지구를 포함한 모든 자연체를 지배하는 변화의 일반 원리를 확립하려고 했다. 아리스토텔레스에게 '물리학'은 이제 마음의 철학, 감각 경험, 기억, 해부학 및 생물학 이라고 불리는 주제를 포함하는 광범위한 분야였다. 그것은 그의 많은 작품의 기초가 되는 사상의 기초를 구성한다.
아리스토텔레스 물리학의 핵심 개념에는 지구가 중심에 있고 그 주위에 천구 가 있는 동심원 구로 우주를 구조화하는 것이 포함된다. 지구는 흙, 공기, 불, 물의 네 가지 원소로 이루어져 있으며 변화와 붕괴가 있다. 천구는 다섯 번째 요소인 불변의 아이테르로 만들어졌다. 이러한 요소로 만들어진 물체는 자연스러운 움직임이 있다. 흙과 물의 물체는 떨어지는 경향이 있다. 공기와 불의 것, 상승한다. 이러한 운동의 속도는 무게와 매체의 밀도에 따라 다르다. 아리스토텔레스는 속도가 무한대가 되기 때문에 진공은 존재할 수 없다고 주장했다.

아리스토텔레스는 물질적, 형식적, 능률적, 최종적 원인, 즉 지구에서 볼 수 있는 변화의 네 가지 원인 또는 설명을 설명했다. 생물과 관련하여 아리스토텔레스의 생물학 은 기본 종류와 자연 종류가 속한 그룹 모두의 관찰에 의존했다. 그는 현대적인 의미의 실험을 하지 않고 데이터 축적과 해부 와 같은 관찰 절차에 의존하고 신체 크기와 수명과 같은 측정 가능한 양 사이의 관계에 대한 가설을 세웠다.

## 방법
일반적인 인간 경험과 일치하지만 아리스토텔레스의 원리는 통제된 정량적 실험에 기반을 두지 않았으므로 현재 과학에서 기대되는 정확하고 정량적인 방식으로 우리 우주를 설명하지 않다. 아리스타르코스와 같은 아리스토텔레스의 동시대인들은 태양중심설에 찬성하여 이러한 원칙을 거부했지만 그들의 아이디어는 널리 받아 들여지지 않았다.
현대 물리학과 아리스토텔레스 물리학 사이에는 분명한 차이가 있으며, 그 주된 점은 아리스토텔레스에 거의 없는 수학의 사용이다. 그러나 최근 일부 연구에서는 아리스토텔레스의 물리학을 재평가하여 아리스토텔레스의 물리학의 경험적 타당성과 현대 물리학과의 연속성을 모두 강조했다.

## 개념

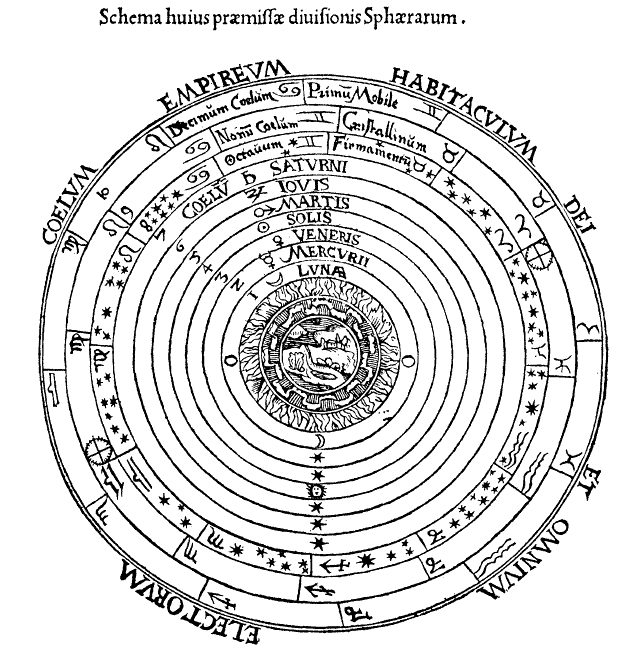
아리스토텔레스의 아이디어에 크게 영향을 받은 Peter Apian 의 1524년 우주 표현. 물과 지구의 지구(대륙과 바다의 형태로 표시)는 우주의 중심에 있으며, 즉시 공기의 구와 불의 구로 둘러싸여 있으며, 여기서 운석과 혜성 이 발생한다고 믿어진다. 주위의 천구는 내부에서 외부로 달, 수성, 금성, 태양, 화성, 목성 및 토성의 천체이며 각각 행성 기호 로 표시된다. 여덟 번째 구체는 보이는 별자리를 포함하는 고정된 별 들의 창공이다. 춘분의 세차 운동으로 인해 황도대의 가시적 구분과 개념적 구분 사이에 간격이 생겼으므로 중세 기독교 천문학자들은 황도대의 변하지 않는 버전을 보유하는 9번째 구체인 Crystallinum을 만들었다. 열 번째 구체는 아리스토텔레스가 제안한 신성한 원동기의 구체이다(각 구체는 움직이지 않는 운동자를 가질 것이지만). 그 위에 기독교 신학은 "신의 제국"을 두었다.
이 도표가 보여주지 않는 것은 아리스토텔레스가 행성이 하늘에서 만드는 복잡한 곡선을 어떻게 설명했는지이다. 완전한 원형 운동의 원리를 보존하기 위해 그는 각 행성이 여러 개의 중첩된 구에 의해 이동되고 각 극은 다음으로 가장 바깥쪽에 연결되지만 회전 축은 서로 오프셋되어 있다고 제안했다. 아리스토텔레스는 구의 수를 경험적으로 결정할 수 있도록 남겨두었지만 이전 천문학자들의 다구 모델에 추가하여 총 44개 또는 55개의 천구를 만들 것을 제안했다.

아리스토텔레스는 그의 우주를 "부패할 수 있는" 인간이 사는 "지구의 구체"와 움직이지만 그렇지 않으면 변하지 않는 천구로 나누었다.
아리스토텔레스는 4가지 고대 원소가 지구에 있는 모든 것을 구성한다고 믿었다. 흙, 공기, 불, 물 . [a] 그는 또한 하늘이 " 아이테르 "라고 하는 무중력 및 썩지 않는(즉, 변경할 수 없는) 다섯 번째 요소로 구성되어 있다고 주장했다.
아리스토텔레스는 철 및 기타 금속과 같은 무거운 물질을 주로 지구 원소로 구성하고 다른 세 가지 지상 원소는 더 적은 양으로 구성한다고 생각했다. 그는 다른 가벼운 물체는 구성의 다른 세 가지 요소에 비해 흙이 적다고 믿었다.
아리스토텔레스에 따르면 태양, 달, 행성 및 별 – 고정된 속도로 영원히 회전하는 완벽하게 동심원의 " 수정구 "에 내장되어 있다. 천구는 회전을 제외하고는 어떤 변화도 할 수 없기 때문에 불의 지구는 열, 별빛 및 가끔 운석을 설명해야 한다. 가장 낮은 달의 구체는 실제로 회전하는 아달의 구체의 변하기 쉬운 지상 물질과 접촉하여 희박한 불과 공기를 아래로 끌어당기는 유일한 천구이다.
태양, 달, 별을 운반하는 동심원의 에테르 모양의 볼 하나하나 " 수정 구 "는 변하지 않는 원형 운동으로 영원히 움직이다. 구체는 "방황하는 별"(즉, 태양, 달 및 별과 비교하여 불규칙하게 움직이는 것처럼 보이는 행성 )을 설명하기 위해 구체 내에 포함된다. 수성, 금성, 화성, 목성 및 토성은 망원경이 발명되기 전에 볼 수 있었던 유일한 행성( 소행성 포함)이므로 해왕성과 천왕성은 포함되지 않으며 소행성 도 포함되지 않다. 나중에, 모든 구체가 동심원이라는 믿음은 프톨레마이오스의 이종 및 주전원 모델에 찬성하여 버려졌다. 아리스토텔레스는 구체의 총 수에 관한 천문학자의 계산에 따르고 다양한 설명은 50개의 구체 근처에 있는 숫자를 제공한다. 고정된 별 의 구에 대한 "주동자"를 포함하여 각 구에 대해 움직이지 않는 이동 자가 가정된다. 움직이지 않는 발동기는 구체를 밀지 않지만(또한 비물질적이고 차원이 없기 때문에 그럴 수도 없음) 구체 운동의 최종 원인이다. 즉, "영혼은 아름다움에 의해 움직인다"라는 설명과 유사한 방식으로 설명한다.

4가지 요소

영원하고 불변하는 천상의 에테르와 달리, 네 개의 지상 요소 각각은 속성을 공유하는 두 가지 요소 중 하나로 변경할 수 있다. 예를 들어 차갑고 습한( 물 )은 뜨겁고 습한( 공기 ) 또는 차갑고 건조한( 흙 ) 그리고 뜨겁고 건조한( 불 )으로의 명백한 변화는 실제로 두 단계 과정이다. 이러한 속성은 수행할 수 있는 작업과 관련된 실제 물질을 기반으로 한다. 가열 또는 냉각 및 건조 또는 습윤. 네 가지 요소는 이 능력과 관련하여 그리고 일부 잠재적 작업과 관련해서 존재한다. 하늘의 원소는 영원하고 불변하기 때문에 오직 네 가지 땅의 원소만이 '존재'와 '사망'을 설명한다.
중력에 대한 아리스토텔레스의 설명은 모든 물체가 자연적인 위치를 향해 움직인다는 것이다. 지구와 물의 요소에 대해 그 장소는 ( 지구 중심적 ) 우주의 중심이다. 물의 자연적인 장소는 지구가 더 무거우므로 지구 주위에 동심원의 껍질이다. 물에 가라앉다. 공기의 자연적인 장소는 마찬가지로 물을 둘러싼 동심원이다. 거품이 물에 떠오른다. 마지막으로, 불의 자연적인 장소는 공기보다 높지만 가장 안쪽 천구(달을 운반하는) 아래에 있다.
지상의 물체는 구성되는 네 가지 요소의 비율에 따라 크거나 작거나 같이 오르거나 내리게 된다. 예를 들어, 가장 무거운 원소인 흙과 물은 우주의 중심을 향해 떨어진다. 그러므로 지구와 대부분의 바다는 이미 그곳에서 쉬게 될 것이다. 반대 극단에서 가장 가벼운 요소인 공기, 특히 불은 중심에서 위로 올라간다.
운동과 변화는 아리스토텔레스 물리학에서 밀접하게 관련되어 있다. 아리스토텔레스에 따르면 운동은 가능태에서 현실태로의 변화를 수반한다. 그는 네 가지 유형의 변화, 즉 실질, 질, 양 및 장소의 변화에 대한 예를 들었다.
아리스토텔레스는 모양이 같은 두 물체가 가라앉거나 떨어지는 속도는 무게에 비례하고 물체를 통과하는 매질의 밀도에 반비례한다고 제안했다.
아리스토텔레스에 따르면 변화의 원인 또는 아이티아를 설명하는 네 가지 방법이 있다. 그는 "우리가 그 이유, 즉 그 원인을 파악하기 전에는 사물에 대한 지식이 없다."라고 기록한다.
아리스토텔레스는 네 가지 종류의 원인이 있다고 보았다.

## 아리스토텔레스 물리학의 삶과 죽음

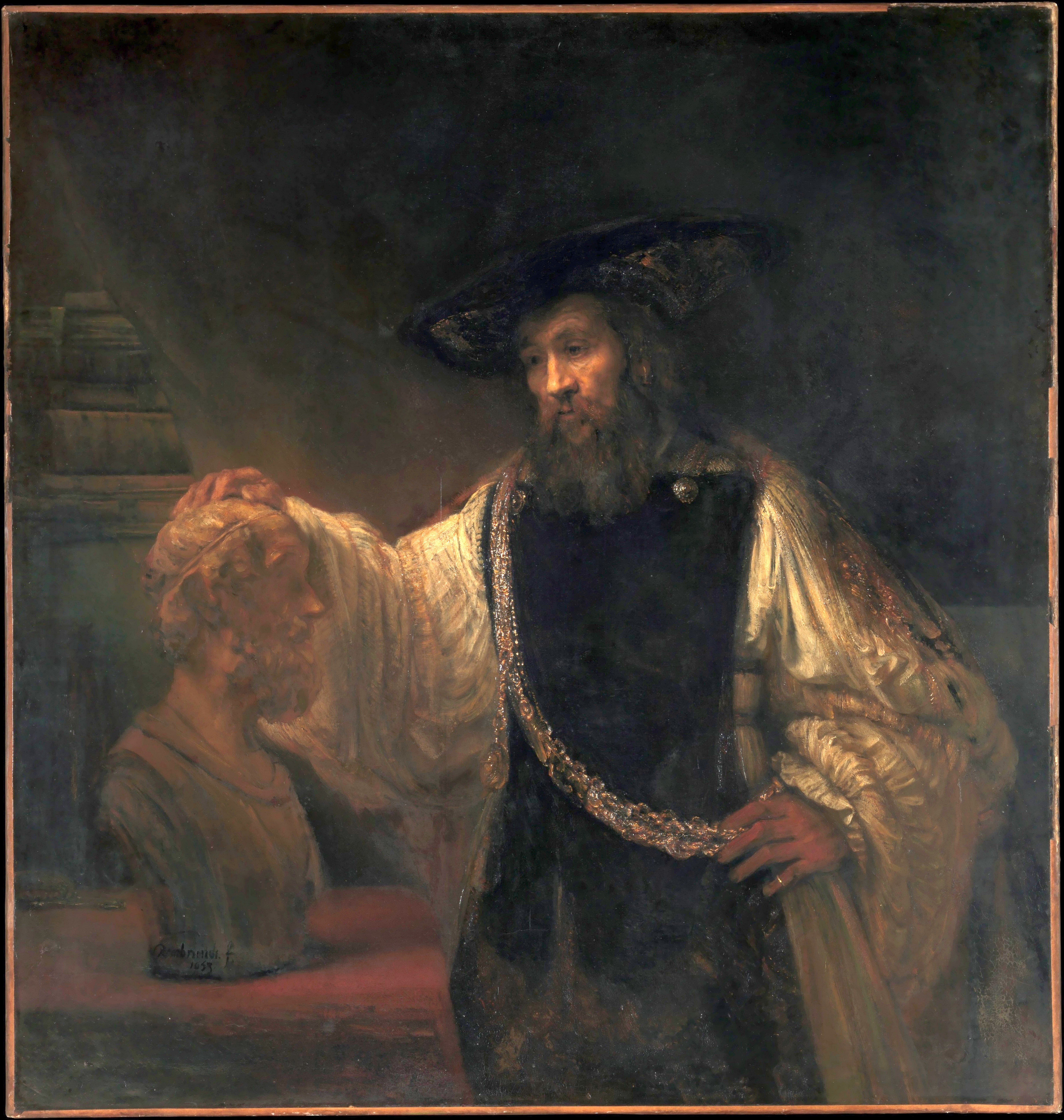
1653년 렘브란트가 그린 아리스토텔레스

가장 초기에 알려진 사변 물리학 이론인 아리스토텔레스 물리학의 통치는 거의 2000년 동안 지속되었다. 코페르니쿠스, 튀코 브라헤, 갈릴레오, 데카르트, 뉴턴과 같은 많은 선구자들의 연구 후에 아리스토텔레스의 물리학은 정확하지도 않고 실행 가능하지도 않다는 것이 일반적으로 받아들여졌다. 그럼에도 불구하고, 대학이 커리큘럼을 수정할 때까지 17세기까지 학문적 추구로 살아남았다.

## 아리스토텔레스의 물리학에 대한 현대적 평가
현대 학자들은 아리스토텔레스의 물리학이 과학으로 인정될 만큼 충분히 경험적 관찰에 기초한 것인지, 아니면 주로 철학적 사변에서 파생되어 과학적 방법을 만족시키지 못하는 것인지에 대해 의견이 분분한다.
Carlo Rovelli는 Aristotle의 물리학이 특정 영역(유체에서의 운동)에 대한 정확하고 직관적이지 않은 표현이므로 Newton의 운동 법칙 만큼 과학적이라고 주장했다. 이 법칙은 일부 영역에서는 정확하지만 다른 영역에서는 실패한다(즉, 특수 상대성 이론과 일반 상대성 이론 ).